# Унук, Лаура

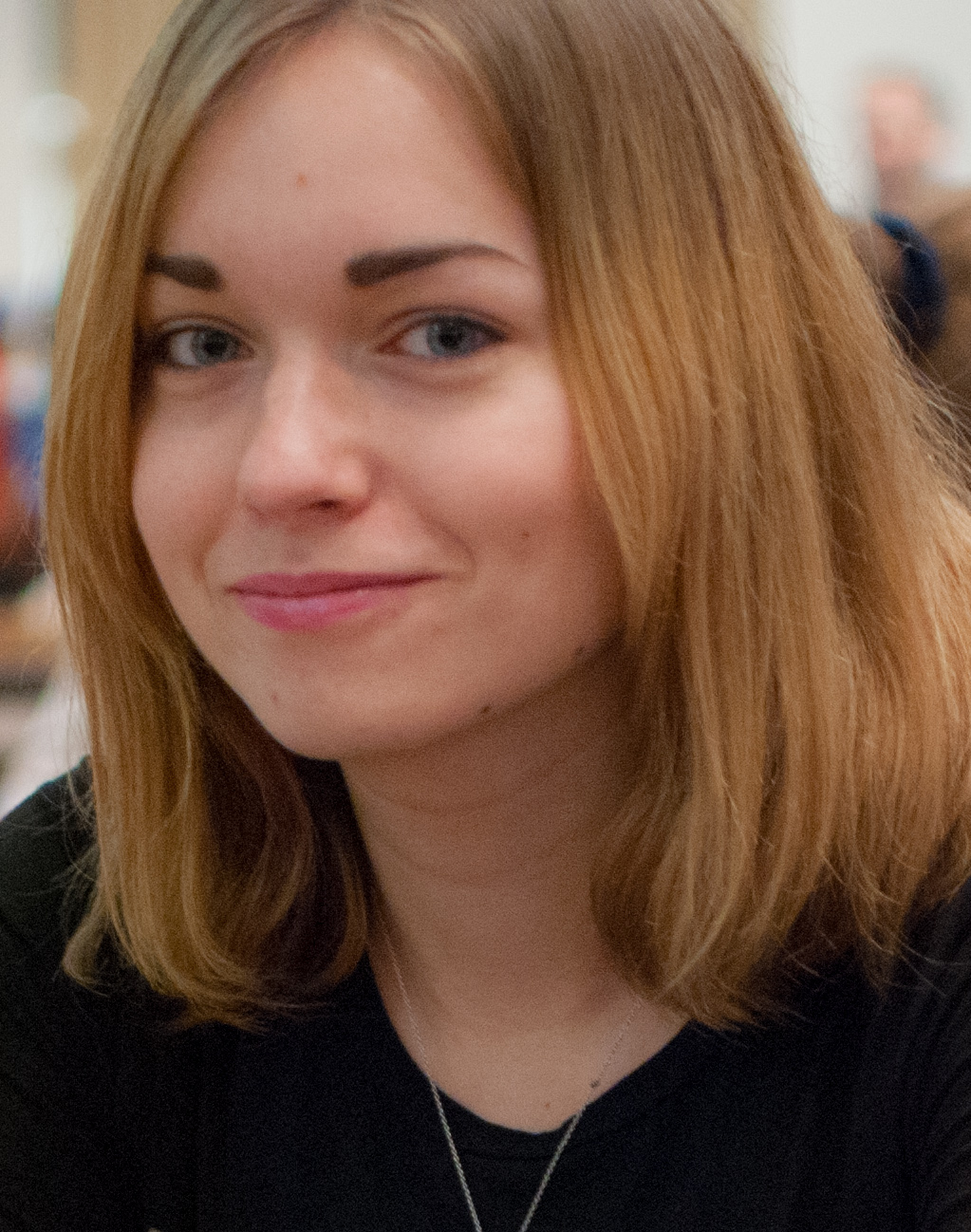
В 2015 г.

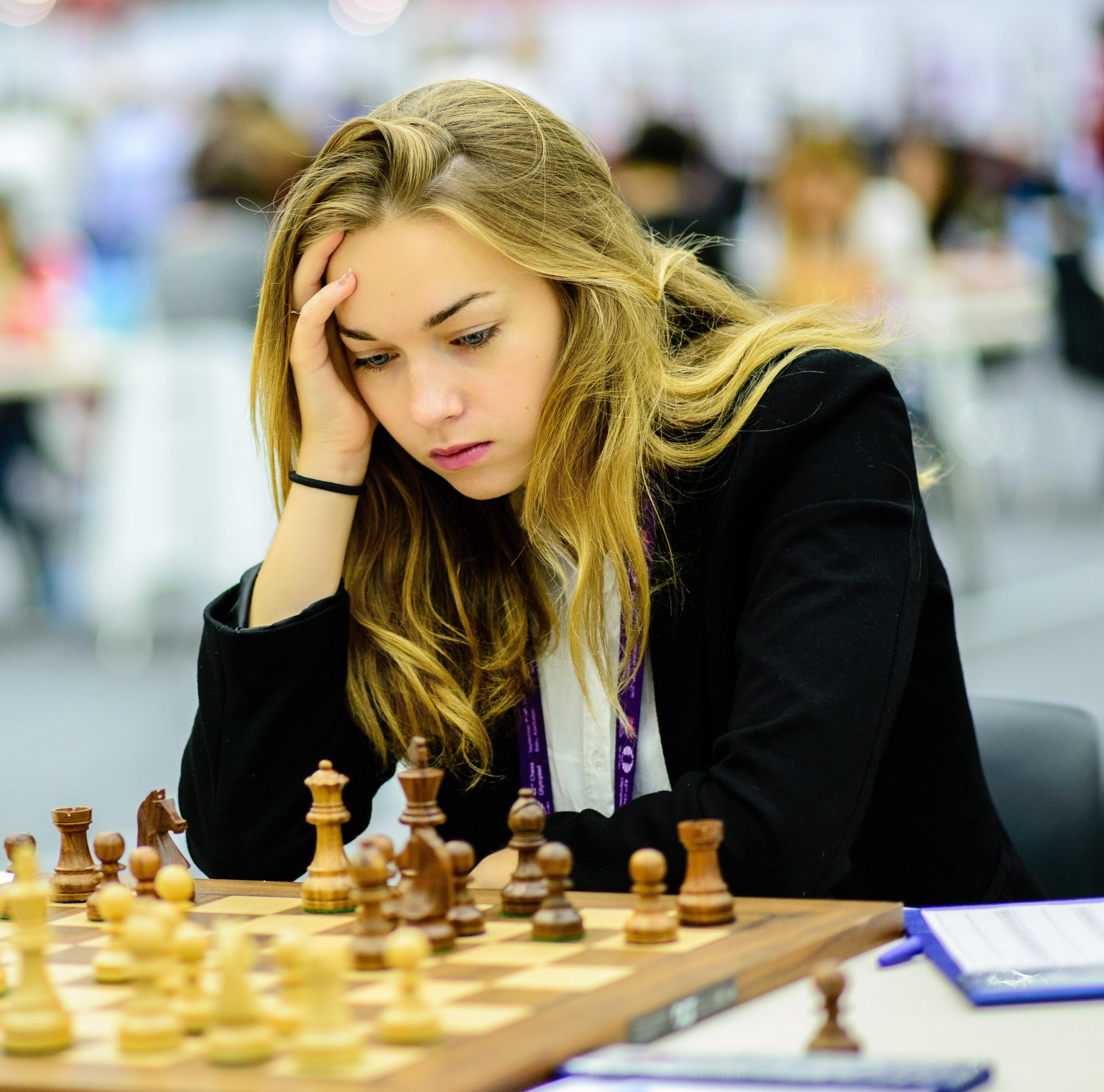
Во время шахматной олимпиады 2016 г.

Лаура Унук (словен. Laura Unuk; род. 9 ноября 1999) — словенская шахматистка, гроссмейстер среди женщин (2019), международный мастер (2020).

## Биография
Чемпионка Словении 2013 г. (чемпионы среди мужчин и женщин определялись в рамках общего турнира по швейцарской системе; Унук набрала равное количество очков с Л. Янжель и опередила ее по дополнительным показателям). Бронзовый призер чемпионата Словении 2016 г. (разделила 2—3 места с Т. Видич, получила бронзовую медаль на основании худших дополнительных показателей).
Победительница юношеских чемпионатов Словении 2009 (в категории до 10 лет), 2011 и 2012 (до 12 лет), 2013 (до 14 лет), 2015 (до 16 лет), 2016 и 2017 (до 18 лет) гг.
В составе сборной Словении участница трех шахматных олимпиад (2014, 2016 и 2018 гг.; в 2016 и 2018 гг. выступала на 1-й доске), четырех командных чемпионатов Европы (2013, 2015, 2017 и 2019 гг.; трижды играла на 1-й доске), Кубка Митропы 2019 г., Онлайн-олимпиады ФИДЕ 2020 г., двух юношеских шахматных олимпиад (2013 и 2014 гг.; в категории до 16 лет), шести юношеских командных чемпионатов Европы (2012—2017 гг.; в категории до 18 лет; в 2014 г. сборная стала победителем соревнования; в 2014 г. завоевала индивидуальную золотую, а в 2013 г. — индивидуальную серебряную медаль).
Победительница юношеских чемпионатов мира 2014 и 2017 гг. (в категориях до 16 и до 18 лет соответственно; за успех 2014 г. получила звание международного мастера среди женщин). Участница юниорского чемпионата мира 2018 г.
Участница Кубка мира ФИДЕ 2021 г. (в 1-м круге со счетом 2 : 0 выиграла у Шр. Вафа, во 2-м круге со счетом ½ : 1½ уступила Г. В. Мамедзаде).
Участница шести личных чемпионатов Европы (2015—2019 и 2021 гг.).
Участница чемпионатов Европы по блицу и рапиду 2018 и 2019 гг.
В 2018 г. окончила гимназию «Бежиград» в Любляне. В том же году поступила в Люблянский университет (учится по специальности биохимия).
Вместе с подругами по сборной Словении Т. Видич и Л. Янжель ведет шахматный канал на платформе "Twich".

## Основные спортивные результаты
| Год         | Город        | Соревнование                                                                   | +   | −   | =   | Результат    | Место                |
| ----------- | ------------ | ------------------------------------------------------------------------------ | --- | --- | --- | ------------ | -------------------- |
| 2012        |              | Юношеский командный чемпионат Европы (сборная Словении, ?-я доска)             |     |     |     |              |                      |
| 2013        | Любляна      | Чемпионат Словении                                                             |     |     |     | 5 из 9       | 1—2 (21—32)          |
|             |              | Юношеский командный чемпионат Европы (сборная Словении, ?-я доска)             |     |     |     |              | на доске             |
|             |              | Юношеская шахматная олимпиада (сборная Словении, ?-я доска)                    |     |     |     |              |                      |
|             | Варшава      | Командный чемпионат Европы (сборная Словении, 4-я доска)                       | 4   | 1   | 3   | 5½ из 8      |                      |
| 2014        | Яссы         | Юношеский командный чемпионат Европы (сборная Словении, 1-я доска)             |     |     |     |              | Команда — , на доске |
|             |              | Юношеская шахматная олимпиада (сборная Словении, ?-я доска)                    |     |     |     |              |                      |
|             | Дурбан       | Юношеский чемпионат мира (до 16 лет)                                           |     |     |     |              | 1                    |
|             | Тромсё       | XXVI Олимпиада (сборная Словении, 4-я доска)                                   | 6   | 1   | 3   | 7½ из 10     |                      |
| 2015        |              | Юношеский командный чемпионат Европы (сборная Словении, ?-я доска)             |     |     |     |              |                      |
|             | Чакви        | Чемпионат Европы                                                               | 3   | 4   | 4   | 5 из 11      | [ 26 ]               |
|             | Рейкьявик    | Командный чемпионат Европы (сборная Словении, 1-я доска)                       | 4   | 3   | 2   | 5 из 9       |                      |
| 2016        |              | Юношеский командный чемпионат Европы (сборная Словении, ?-я доска)             |     |     |     |              |                      |
|             | Мамая        | Чемпионат Европы                                                               | 4   | 4   | 3   | 5½ из 11     | [ 27 ]               |
|             | Оточец       | Чемпионат Словении                                                             |     |     |     | 6 из 9       | 2—3                  |
|             | Баку         | XXVII Олимпиада (сборная Словении, 1-я доска)                                  | 5   | 1   | 4   | 7 из 9       |                      |
| 2017        | Монтевидео   | Юношеский чемпионат мира (до 18 лет)                                           | 9   | 1   | 1   | 9½ из 11     | 1                    |
|             |              | Юношеский командный чемпионат Европы (сборная Словении, ?-я доска)             |     |     |     |              |                      |
|             | Рига         | Чемпионат Европы                                                               | 5   | 3   | 3   | 6½ из 11     | 26—46                |
|             | Крит         | Командный чемпионат Европы (сборная Словении, 1-я доска)                       | 4   | 4   | 1   | 4½ из 9      |                      |
| 2018        | Високе-Татри | Чемпионат Европы                                                               | 7   | 4   | 0   | 7 из 11      | [ 30 ]               |
|             | Гебзе        | Юниорский чемпионат мира                                                       | 5   | 3   | 3   | 6½ из 11     | [ 31 ]               |
|             | Батуми       | XXVIII Олимпиада (сборная Словении, 1-я доска)                                 | 2   | 4   | 4   | 4 из 10      |                      |
| 2018 / 2019 | Стокгольм    | Кубок Рилтона                                                                  |     |     |     |              | [ 32 ]               |
| 2019        | Раденци      | Кубок Митропы (сборная Словении, ?-я доска)                                    |     |     |     |              |                      |
|             | Анталья      | Чемпионат Европы                                                               | 3   | 4   | 4   | 5 из 11      | [ 33 ]               |
|             | Батуми       | Командный чемпионат Европы (сборная Словении, 1-я доска)                       | 3   | 2   | 4   | 5 из 9       |                      |
| 2020        |              | Онлайн-олимпиада (сборная Словении, ?-я доска)                                 |     |     |     |              |                      |
| 2021        | Сочи         | Кубок мира ФИДЕ 1-й раунд (против Шр. Вафа) 2-й раунд (против Г. В. Мамедзаде) | 2 0 | 0 1 | 0 1 | 2 : 0 ½ : 1½ | Выбыла               |
|             | Яссы         | Чемпионат Европы                                                               | 5   | 3   | 3   | 6½ из 11     | [ 34 ]               |

## Изменения рейтинга
| Графики недоступны из-за технических проблем. См. информацию на Фабрикаторе и на mediawiki.org. |